# Lubieszcze (gromada)
Lubieszcze – dawna gromada, czyli najmniejsza jednostka podziału terytorialnego Polskiej Rzeczypospolitej Ludowej w latach 1954–1972.
Gromady, z gromadzkimi radami narodowymi (GRN) jako organami władzy najniższego stopnia na wsi, funkcjonowały od reformy reorganizującej administrację wiejską przeprowadzonej jesienią 1954 do momentu ich zniesienia z dniem 1 stycznia 1973, tym samym wypierając organizację gminną w latach 1954–1972.
Gromadę Lubieszcze z siedzibą GRN w Lubieszczach utworzono – jako jedną z 8759 gromad – w powiecie bielskim w woj. białostockim, na mocy uchwały nr 12/V WRN w Białymstoku z dnia 4 października 1954. W skład jednostki weszły obszary dotychczasowych gromad Lubieszcze i Olendy ze zniesionej gminy Rudka, obszar dotychczasowej gromady Brzeźnica ze zniesionej gminy Brańsk oraz obszar dotychczasowej gromady Szmurły ze zniesionej gminy Holonki w tymże powiecie. Dla gromady ustalono 16 członków gromadzkiej rady narodowej.
31 grudnia 1959 gromadę Lubieszcze zniesiono włączając jej obszar do gromad Popławy (wsie Brzeźnica i Szmurły) i Rudka (wsie Lubieszcze i Olendy).